# Port lotniczy Foshan
Port lotniczy Foshan (IATA: FUO, ICAO: ZGFS) – port lotniczy położony w Foshan, w prowincji Guangdong, w Chińskiej Republice Ludowej.

## Linie lotnicze i połączenia
| Linia Lotnicza        | Kierunek |
| --------------------- | --- |
| China United Airlines | 1. Pekin-Daxing 2. Chengdu-Tianfu 3. Fuzhou 4. Huai’an 5. Ordos 6. Szanghaj-Hongqiao 7. Szanghaj-Pudong 8. Shijiazhuang 9. Taiyuan 10. Taizhou 11. Tiencin 12. Turfan 13. Wenzhou 14. Wuhu 15. Zhoushan |